# Tyrrhenoleuctra minuta
Tyrrhenoleuctra minuta is een steenvlieg uit de familie naaldsteenvliegen (Leuctridae). De wetenschappelijke naam van de soort is voor het eerst geldig gepubliceerd in 1901 door Klapálek.